# Sumpfsackspinne
Die Sumpfsackspinne (Clubiona stagnatilis) ist eine Spinnenart aus der Familie der Sackspinnen. Die Art ist in Mitteleuropa weit verbreitet, wird in Deutschland aber nur regional häufiger gefunden.

## Merkmale
Die Sumpfsackspinne zählt zu den kleineren Arten der Gattung Clubiona in Mitteleuropa. Männchen haben eine Körperlänge von 4 bis 7 mm, Weibchen erreichen 5–9 mm. Der Vorderkörper (Prosoma) ist einfarbig hellbraun und wird nach vorn dunkel rötlich schwarz, die Cheliceren sind  schwarzbraun. Der Hinterkörper (Opisthosoma) ist einfarbig rotbraun, die hellere Bauchseite ist seitlich durch eine hellere Linie von der Oberseite abgegrenzt. Die Beine sind einfarbig gelblich braun und spärlich dunkel bestachelt.
In Mitteleuropa gibt es eine Reihe sehr ähnlicher Arten der Gattung; die sichere Bestimmung der Art ist daher nur durch die makroskopische Untersuchung der Geschlechtsorgane (genitalmorphologisch) möglich.

## Verbreitung und Lebensraum
Die Sumpfsackspinne besiedelt große Teile der Paläarktis von Irland nach Osten bis in den Osten Sibiriens. In Nord-Süd-Richtung reicht die Verbreitung von Skandinavien bis Mittel-Italien und Rumänien, weiter im Osten bis in das mittlere Afghanistan. Die Art fehlt in Europa in Island sowie in weiten Teilen des Mittelmeerraumes, so kommt sie in Portugal, Spanien und Griechenland nicht vor. Das Verbreitungsgebiet ist weitestgehend auf die gemäßigte Zone beschränkt. Die Art bewohnt in Mitteleuropa feuchte Wälder, sumpfige Offenlandschaften, Gewässerufer und Moore.

## Lebensweise
Die Sumpfsackspinne hält sich in der niedrigen, grasigen Vegetation auf, geschlechtsreife Tiere sind von Mai bis Oktober zu finden. Die Wohngespinste der Art sind recht auffällig. Die Spinne knickt hierzu einen Grashalm doppelt, der entstehende Innenraum wird mit Gespinst ausgekleidet. Hier legen die Weibchen auch den Eikokon ab, der bis zum Schlupf der Jungspinnen bewacht wird.

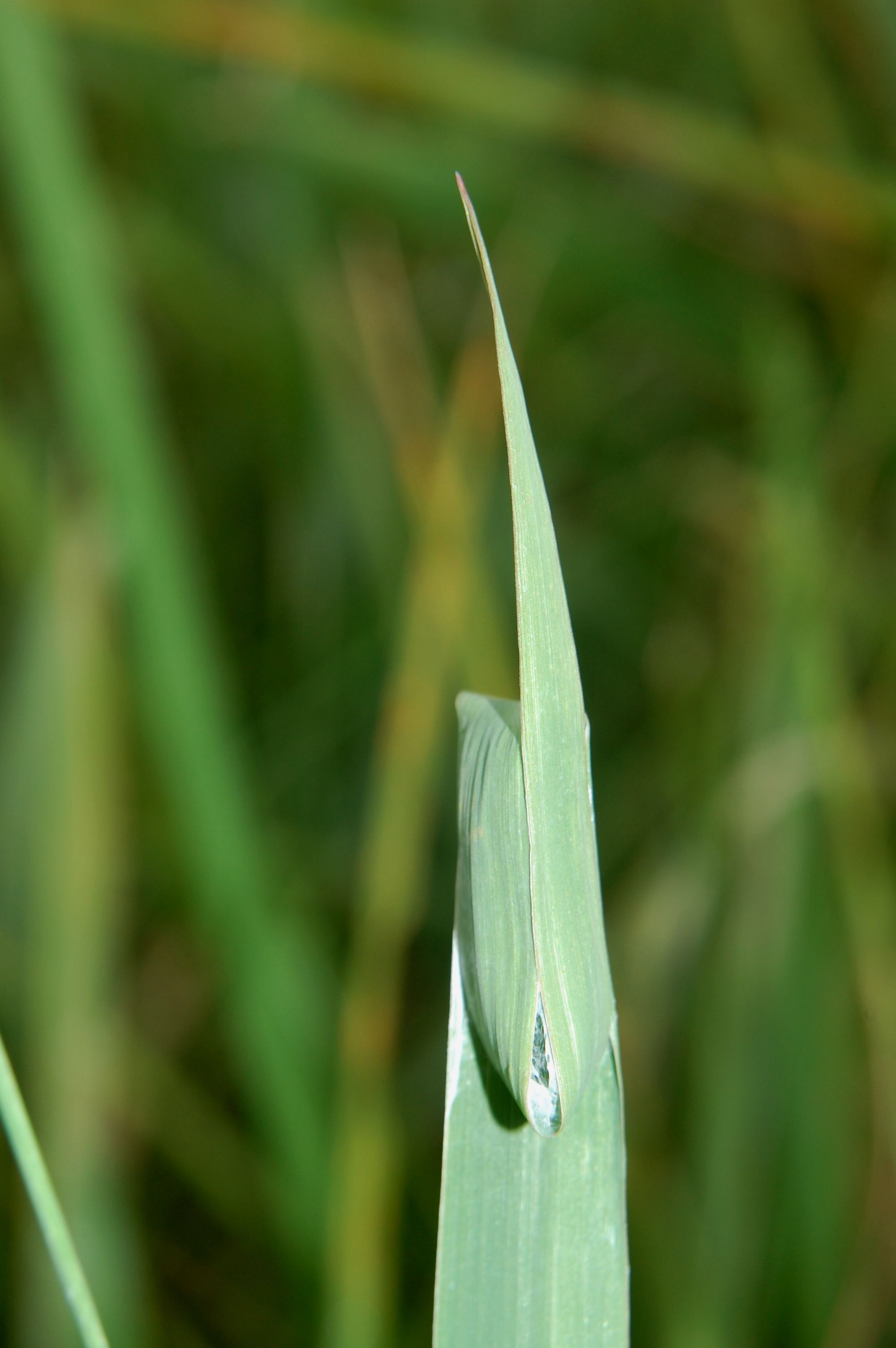
Wohngespinst einer Sumpfsackspinne in einem doppelt geknickten Grashalm

## Gefährdung
Die Sumpfsackspinne ist in geeigneten Habitaten häufig. Sie ist in Deutschland weit verbreitet, wird aber nur regional häufiger gefunden. In der Roten Liste Deutschlands wird die Sumpfsackspinne als „gefährdet“ eingestuft.